# Acalodegma servillei
Acalodegma servillei är en skalbaggsart som först beskrevs av Blanchard 1851.  Acalodegma servillei ingår i släktet Acalodegma och familjen långhorningar. Inga underarter finns listade i Catalogue of Life.